# 弗拉西内
47°6′9″N 29°47′21″E / 47.10250°N 29.78917°E
弗拉西內（烏克蘭語：Фрасине）是位於烏克蘭西南部的村莊，由敖德萨州羅茲迪利納區的大米哈伊利夫卡市鎮負責管轄。該村始建於1870年，面積0.56平方公里，海拔高度135米，2001年人口43，人口密度每平方公里77.06人。